# Nepogomphus
Nepogomphus is een geslacht van libellen (Odonata) uit de familie van de rombouten (Gomphidae).

## Soorten
Nepogomphus omvat 3 soorten:
- Nepogomphus fruhstorferi (Lieftinck, 1934)
- Nepogomphus modestus (Selys, 1878)
- Nepogomphus walli (Fraser, 1924)